# Табб, Эвелин
Эвелин Табб (англ. Evelyn Tubb) — английская оперная певица, исполнительница старинной музыки, сопрано.

## Биография
Родилась на острове Уайт. Изучала игру на фортепиано, трубе, скрипке и вокал. Продолжила вокальную подготовку под руководством педагога Джессики Кэш. Училась в Лондоне в Гилдхоллской школе музыки и театра.
Одна из основных вокалистов созданного в 1969 году лютнистом Энтони Рули ансамбля старинной музыки The Consort of Musicke. В исполнительский репертуар Табб входят произведения различных эпох от песнопений Хильдегарды Бингенской до сочинений Питера Максвелла Дейвиса.
Преподает в Базельской Схола канторум (профессор), Дарлингской международной летней школе (англ. Dartington International Summer School), проводит мастер-классы.